# Zavinutka podvojná
Zavinutka podvojná (Monarda didyma) je vytrvalá aromatická bylina z čeledi hluchavkovité, která pochází z východní části Severní Ameriky.

## Popis
Zavinutka podvojná je vysoká 0,7–1,5 m. Listy jsou tmavě zelené z červenou žilnatinou a jsou 6–15 cm dlouhé a 3–8 cm široké. Roste v hustých skupinách podél břehů potoků, v houštinách nebo v příkopech. Kvete od června do října.

## Pěstování
Zavinutka podvojná se ve velké míře pěstuje jako okrasná rostlina. Často se pěstuje ve Spojených státech amerických a také v některých státech Evropy a Asie. Nejlépe se jí daří na plném slunci ve vlhké, ale dobře odvodněné půdě. Bylo vyšlechtěno několik barev této rostliny od bílé přes růžovou až tmavě červenou a fialovou.